# Александра Йосифовна
Александра Йосифовна (8 юли 1830 – 6 юли 1911) е германска принцеса и велика руска княгиня, съпруга на великия княз Константин Николаевич, който е втори син на руския император Николай I.

## Биография
Александра Йосифовна е родена на 8 юли 1830 г. в гр. Алтенбург, като принцеса Александра Фредерика Хенриета фон Сакс-Алтенбург. Тя е дъщеря на херцога на Сакс-Алтенбург, Йозеф (Саксония-Алтенбург), и на Амалия фон Вюртемберг, херцогиня на Вюртемберг.
На 11 септември 1848 г. Александра Фредерика се омъжва за великия княз Константин Николаевич. Тя приема православието и руското име Александра Йосифовна. Според сведенията великата княгиня толкова приличала на покойната сестра на Константин, великата княгиня Александра Николаевна, че императрица Александра Фьодоровна се разплакала на първата среща със снаха си.
Александра Йосифовна умира на 6 юли 1911 в Санкт Петербург.

## Деца
Константин и Александра имат шест деца:
- Великият княз Николай Константинович (1850 – 1918)
- Великата княгиня Олга Константиновна (1851 – 1926) – кралица на Гърция
- Великата княгиня Вера Константиновна (1854 – 1912)
- Великият княз Константин Константинович (1858 – 1915)
- Великият княз Дмитрий Константинович (1860 – 1919)
- Великият княз Вячеслав Константинович (1862 – 1879)